# Niecierpek balsamina
Niecierpek balsamina (Impatiens balsamina L.) – gatunek rośliny jednorocznej z rodziny niecierpkowatych. Pochodzi z południowej Azji (Indie i Birma), ale rozprzestrzenił się gdzieniegdzie poza tym rejonem rodzimego występowania. Na wyspach Oceanii jest uznawany za gatunek inwazyjny.

## Morfologia
PokrójRoślina osiągająca 20–75 cm wysokości.
LiścieLancetowate do 9 cm długości, na brzegu głęboko ząbkowane.
KwiatyOsadzone w kątach liści pojedynczo lub po dwa. U różnych odmian mają kolor biały, różowy, purpurowy lub czerwony.

## Zastosowanie
Jest często uprawiany, również w Polsce jako roślina ozdobna. W Polsce uprawia się go jako roślinę jednoroczną na rabatach, balkonach, w doniczkach. Kwitnie przez całe lato, do pierwszych przymrozków.

## Uprawa
Wysiew nasion w marcu – kwietniu w ciepłym inspekcie. Na miejsce stałe wysadzać w końcu maja. Wymaga gleby żyznej, próchniczej, dostatecznie wilgotnej. Aby zmusić roślinę do bardziej zagęszczonego, krzaczastego pokroju i silniejszego kwitnienia wskazane jest przycinanie pędów.